# Gran Premio Industria e Artigianato 2024
Il Gran Premio Industria e Artigianato 2024, cinquantaseiesima edizione della corsa e valida come trentanovesima prova dell'UCI ProSeries 2024 categoria 1.Pro, si svolse l'8 settembre 2024 su un percorso di 168,8 km, con partenza e arrivo a Larciano, in Italia. La vittoria fu appannaggio dello svizzero Marc Hirschi, il quale completò il percorso in 3h55'12", alla media di 43,061 km/h, precedendo l'uruguaiano Thomas Silva e l'italiano Diego Ulissi.
Sul traguardo di Larciano 88 ciclisti, dei 126 partiti dalla stessa località, portarono a termine la competizione.

## Squadre e corridori partecipanti
| N.    | Cod. | Squadra                |
| ----- | ---- | ---------------------- |
| 1-7   | EFE  | EF Education-EasyPost  |
| 11-17 | MOV  | Movistar Team          |
| 21-27 | UAD  | UAE Team Emirates      |
| 31-37 | ITA  | Italia                 |
| 41-47 | BWB  | Bingoal WB             |
| 51-57 | CJR  | Caja Rural-Seguros RGA |
| 61-67 | COR  | Corratec Vini Fantini  |
| 71-77 | PTK  | Team Polti Kometa      |
| 81-87 | TNN  | Team Novo Nordisk      |

| N.      | Cod. | Squadra                        |
| ------- | ---- | ------------------------------ |
| 91-97   | TEN  | TotalEnergies                  |
| 101-107 | Q36  | Q36.5 Pro Cycling Team         |
| 111-117 | VBF  | VF Group-Bardiani CSF-Faizanè  |
| 121-127 | TDT  | TDT-Unibet Cycling Team        |
| 131-137 | PTL  | Petrolike                      |
| 141-147 | JCL  | JCL Team Ukyo                  |
| 151-157 | TER  | Team Technipes inEmiliaRomagna |
| 161-167 | IWD  | Work Service-Vitalcare-Dynatek |
| 171-177 | MGK  | MG.K Vis Colors for Peace      |

## Ordine d'arrivo (Top 10)
| Pos. | Corridore          | Squadra       | Tempo    |
| ---- | ------------------ | ------------- | -------- |
| 1    | Marc Hirschi       | UAE           | 3h55'12" |
| 2    | Thomas Silva       | Caja Rural    | a 4"     |
| 3    | Diego Ulissi       | UAE           | a 9"     |
| 4    | Javier Romo        | Movistar      | s.t.     |
| 5    | Simone Velasco     | Italia        | a 12"    |
| 6    | Vincenzo Albanese  | Italia        | s.t.     |
| 7    | Mattéo Vercher     | TotalEnergies | s.t.     |
| 8    | Joel Nicolau       | Caja Rural    | s.t.     |
| 9    | Gianluca Brambilla | Q36.5         | s.t.     |
| 10   | Giovanni Carboni   | Ukyo          | s.t.     |